# Revancha de un amigo
Revancha de un amigo es una película thriller policial de Argentina filmada en colores dirigida por Santiago Carlos Oves sobre su propio guion que se estrenó el 11 de junio de 1987 y que tuvo como actores principales a Ricardo Darín, Luisa Kuliok, Juan Leyrado y Marcela Ruiz.

## Sinopsis
Un exiliado político que regresa a la Argentina para investigar la muerte de su padre ocurrida durante el gobierno militar, se encuentra con un viejo amor y se acercan a una verdad que puede llevarlos a la muerte.

## Reparto
| Actor             | Personaje       |
| ----------------- | --------------- |
| Ricardo Darín     | Ariel Llanarte  |
| Luisa Kuliok      | Marta           |
| Juan Leyrado      | Gabriel Lamarca |
| Marcela Ruiz      | Patricia        |
| Golde Flami       | Madre de Carlos |
| Lorenzo Quinteros | José            |
| Alicia Aller      | Enriqueta       |
| Adriana Aizemberg | Madre de Ariel  |
| Armando Capó      |                 |
| Rubén Stella      | Contreras       |
| Alberto Busaid    | Salvador        |
| Rodolfo Ranni     | Sr. Llanarte    |
| Esteban Massari   | Pastore         |
| Ariel Keller      | Kessler         |
| Felipe Méndez     | Escribano       |
| Marcos Woinski    | Monkey          |
| Tito Mendoza      | Ratón           |
| Miguel Habud      | Carlos          |
| Daniel Ripari     |                 |
| Ernesto Claudio   |                 |

## Comentarios
El Cronista dijo:

«Elogiable intento del comúnmente denominado cine comercial argentino…pero se abusa de cámara lenta…el problema básico…es la falta de directriz, la ausencia de una definición en cuanto a las metas.»

Manrupe y Portela escriben:

«Policial estándar de los 80’, con algún toque político.»